# Milly-sur-Bradon
Pour les articles homonymes, voir Milly.
Milly-sur-Bradon est une commune française située dans le département de la Meuse, en région Grand Est.

## Géographie

### Communes limitrophes
Communes limitrophes :
- Mouzay au nord ;
- Lion-devant-Dun au nord-est ;
- Murvaux à l'est ;
- Fontaines-Saint-Clair au sud ;
- Dun-sur-Meuse au sud-ouest ;
- Sassey-sur-Meuse au nord-ouest.

| Sassey-sur-Meuse | Lion-devant-Dun  | Lion-devant-Dun |
| Dun-sur-Meuse    | Milly-sur-Bradon | Lion-devant-Dun |
| Dun-sur-Meuse    | Dun-sur-Meuse    | Murvaux         |

### Hydrographie
La commune est dans le bassin versant de la Meuse au sein du bassin Rhin-Meuse. Elle est drainée par le canal de l'Est Branche-Nord, la Meuse et le ruisseau de Bradon,.
Le canal de l'Est Branche-Nord, d'une longueur de 141 km, est un chenal et un cours d'eau naturel navigable qui relie Givet à Troussey, où il rejoint le canal de la Marne au Rhin.
La Meuse, d'une longueur de 486 km, est un fleuve européen qui prend sa source en France, dans la commune du Châtelet-sur-Meuse, à 409 mètres d'altitude, et se jette dans la mer du Nord après un cours long d'approximativement 950 kilomètres traversant la France, la Belgique et les Pays-Bas.

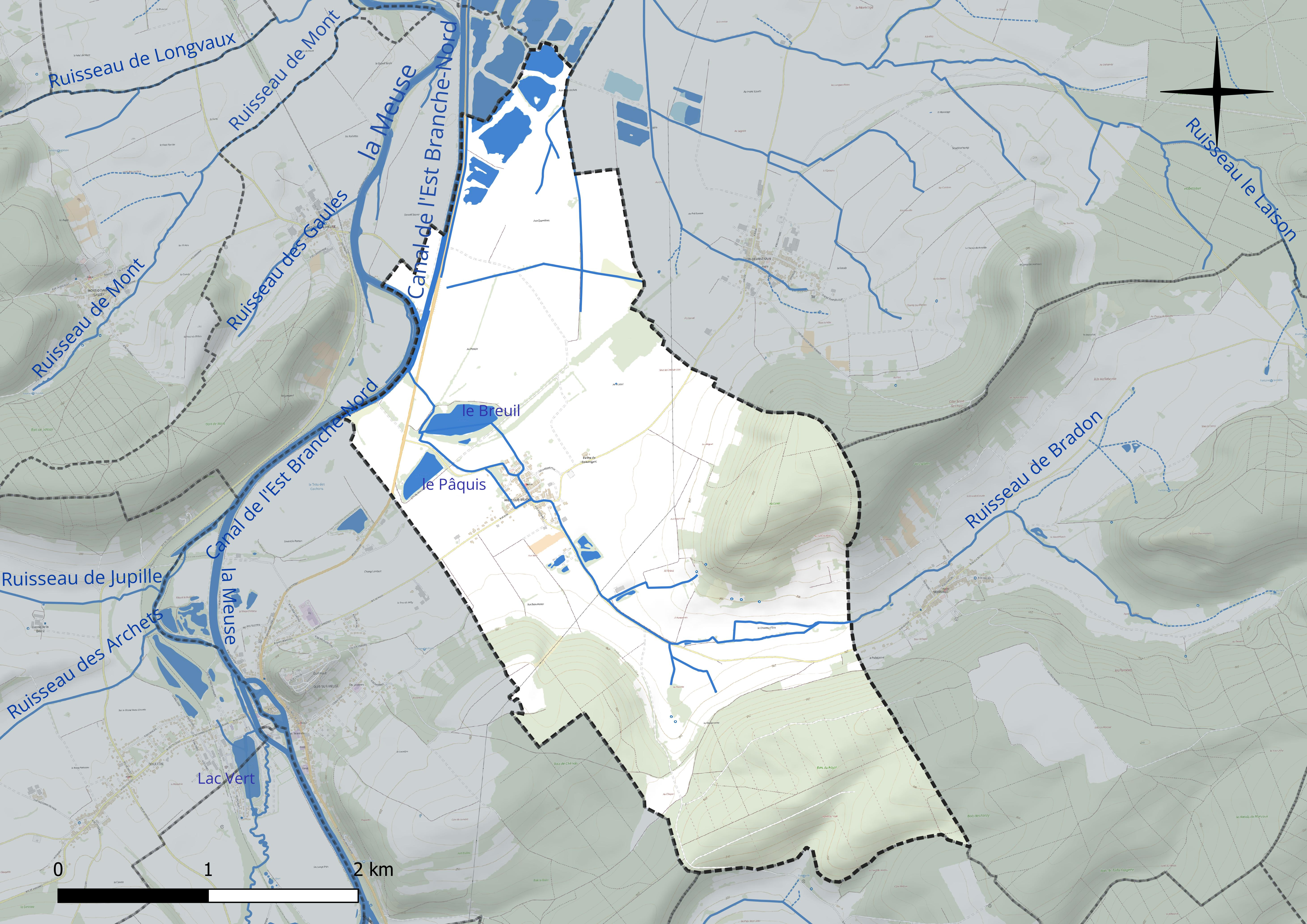
Réseau hydrographique de Milly-sur-Bradon.

Deux plans d'eau complètent le réseau hydrographique : le Breuil (7 ha) et le Pâquis (3,7 ha),.

### Climat
Pour des articles plus généraux, voir Climat du Grand Est et Climat de la Meuse.
En 2010, le climat de la commune est de type climat de montagne, selon une étude du Centre national de la recherche scientifique s'appuyant sur une série de données couvrant la période 1971-2000. En 2020, Météo-France publie une typologie des climats de la France métropolitaine dans laquelle la commune est exposée à un climat océanique altéré et est dans la région climatique  Lorraine, plateau de Langres, Morvan, caractérisée par un hiver rude (1,5 °C), des vents modérés et des brouillards fréquents en automne et hiver.
Pour la période 1971-2000, la température annuelle moyenne est de 10,1 °C, avec une amplitude thermique annuelle de 15,9 °C. Le cumul annuel moyen de précipitations est de 930 mm, avec 14,1 jours de précipitations en janvier et 9,7 jours en juillet. Pour la période 1991-2020, la température moyenne annuelle observée sur la station météorologique de Météo-France la plus proche, « Mouzay », sur la commune de Mouzay à 7 km à vol d'oiseau, est de 10,6 °C et le cumul annuel moyen de précipitations est de 789,5 mm. 
La température maximale relevée sur cette station est de 40,4 °C, atteinte le 24 juillet 2019 ; la température minimale est de −15,3 °C, atteinte le 20 décembre 2009,,.
Les paramètres climatiques de la commune ont été estimés pour le milieu du siècle (2041-2070) selon différents scénarios d'émission de gaz à effet de serre à partir des nouvelles projections climatiques de référence DRIAS-2020. Ils sont consultables sur un site dédié publié par Météo-France en novembre 2022.

## Urbanisme

### Typologie
Au 1er janvier 2024, Milly-sur-Bradon est catégorisée commune rurale à habitat dispersé, selon la nouvelle grille communale de densité à sept niveaux définie par l'Insee en 2022.
Elle est située hors unité urbaine et hors attraction des villes,.

### Occupation des sols
L'occupation des sols de la commune, telle qu'elle ressort de la base de données européenne d’occupation biophysique des sols Corine Land Cover (CLC), est marquée par l'importance des territoires agricoles (58,9 % en 2018), en diminution par rapport à 1990 (65 %). La répartition détaillée en 2018 est la suivante : 
terres arables (33 %), forêts (32,6 %), prairies (25,9 %), eaux continentales (5,9 %), zones urbanisées (2,7 %). L'évolution de l’occupation des sols de la commune et de ses infrastructures peut être observée sur les différentes représentations cartographiques du territoire : la carte de Cassini (XVIIIe siècle), la carte d'état-major (1820-1866) et les cartes ou photos aériennes de l'IGN pour la période actuelle (1950 à aujourd'hui).

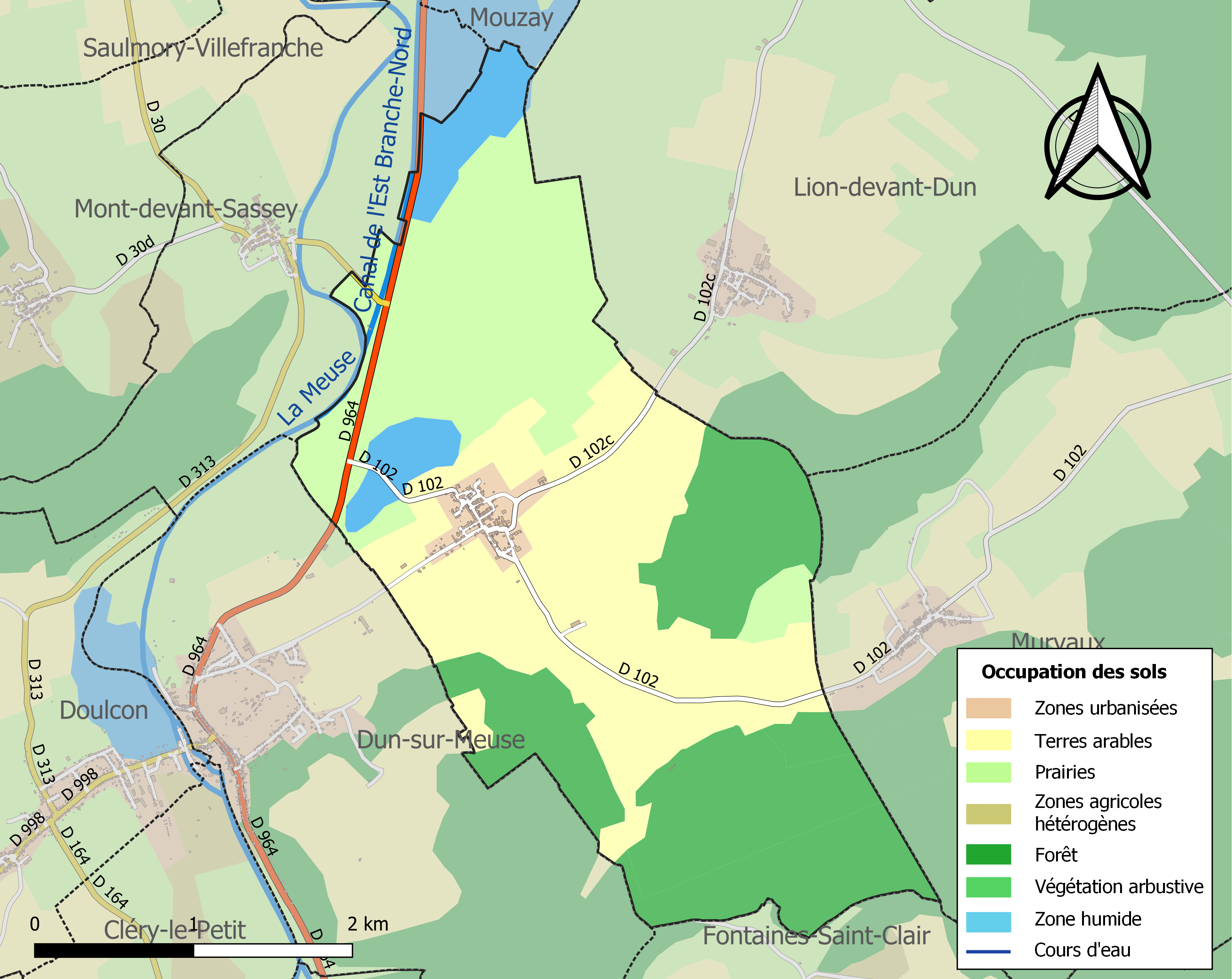
Carte des infrastructures et de l'occupation des sols de la commune en 2018 (CLC).

## Toponymie
Le nom de la localité est attesté sous les formes Milleium (1049) ; Millei (1276) ; Milley (1483) ; Milly (1571) ; Milly (1573) ; Milly-devant-Dun.

Du gaulois *mal, « montagne ».
Le ruisseau de Bradon traverse le territoire de la commune.

## Histoire

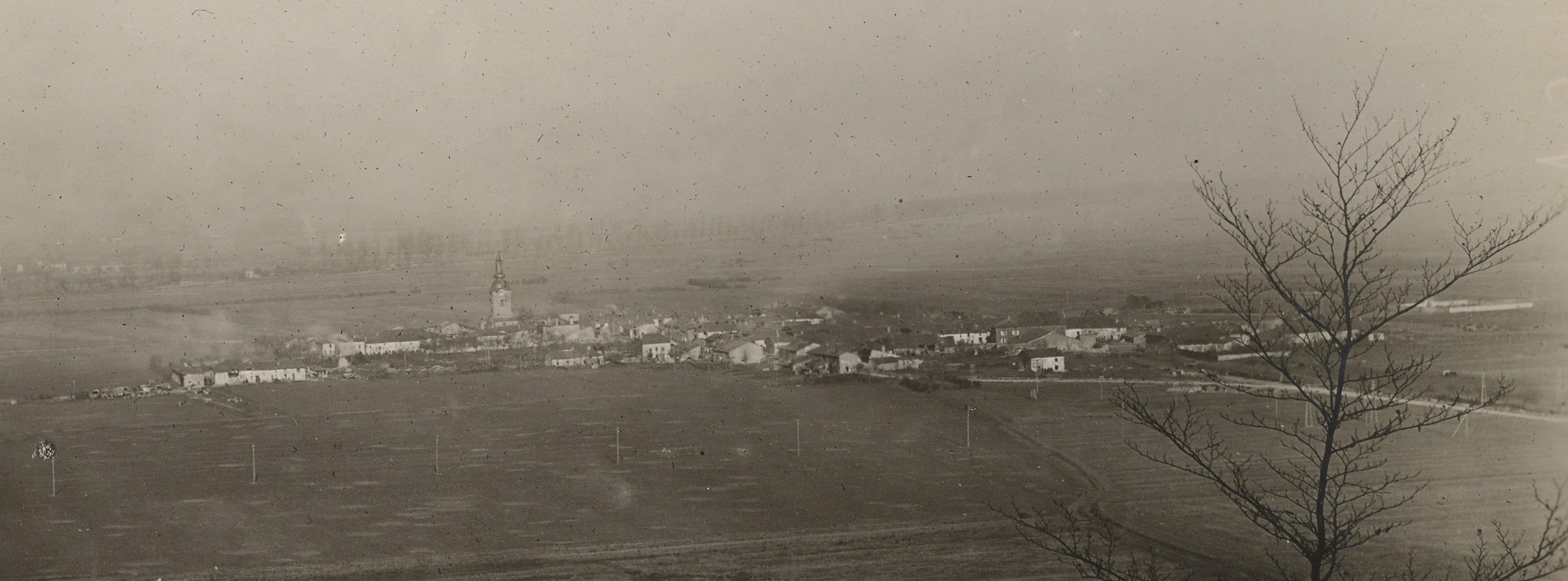
Le bourg de Milly vu du Sud, en novembre 1918.

## Politique et administration
| Période                                  | Période                   | Identité                                    | Étiquette | Qualité          |
| ---------------------------------------- | ------------------------- | ------------------------------------------- | --------- | ---------------- |
| Les données manquantes sont à compléter. |                           |                                             |           |                  |
| mars 2001                                | mars 2008                 | Hervé Adam                                  |           |                  |
| mars 2008                                | mars 2014                 | Arnaud Lehuraux                             |           |                  |
| mars 2014                                | En cours (au 25 mai 2020) | Gilles Doury Réélu pour le mandat 2020-2026 |           | Ouvrier qualifié |

## Population et société

### Démographie

#### Évolution démographique
L'évolution du nombre d'habitants est connue à travers les recensements de la population effectués dans la commune depuis 1793. Pour les communes de moins de 10 000 habitants, une enquête de recensement portant sur toute la population est réalisée tous les cinq ans, les populations de référence des années intermédiaires étant quant à elles estimées par interpolation ou extrapolation. Pour la commune, le premier recensement exhaustif entrant dans le cadre du nouveau dispositif a été réalisé en 2008.

En 2022, la commune comptait 148 habitants, en évolution de −14,45 % par rapport à 2016 (Meuse : −4,4 %, France hors Mayotte : +2,11 %).
| 1793 | 1800 | 1806 | 1821 | 1831 | 1836 | 1841 | 1846 | 1851 |
| ---- | ---- | ---- | ---- | ---- | ---- | ---- | ---- | ---- |
| 552  | 530  | 624  | 684  | 719  | 719  | 670  | 622  | 613  |

| 1856 | 1861 | 1866 | 1872 | 1876 | 1881 | 1886 | 1891 | 1896 |
| ---- | ---- | ---- | ---- | ---- | ---- | ---- | ---- | ---- |
| 529  | 515  | 506  | 459  | 460  | 429  | 395  | 392  | 378  |

| 1901 | 1906 | 1911 | 1921 | 1926 | 1931 | 1936 | 1946 | 1954 |
| ---- | ---- | ---- | ---- | ---- | ---- | ---- | ---- | ---- |
| 342  | 338  | 314  | 261  | 261  | 259  | 238  | 242  | 235  |

| 1962 | 1968 | 1975 | 1982 | 1990 | 1999 | 2006 | 2008 | 2013 |
| ---- | ---- | ---- | ---- | ---- | ---- | ---- | ---- | ---- |
| 214  | 227  | 218  | 180  | 167  | 145  | 167  | 173  | 177  |

| 2018 | 2022 | - | - | - | - | - | - | - |
| ---- | ---- | - | - | - | - | - | - | - |
| 151  | 148  | - | - | - | - | - | - | - |

#### Pyramide des âges
La population de la commune est relativement âgée.
En 2018, le taux de personnes d'un âge inférieur à 30 ans s'élève à 31,2 %, soit en dessous de la moyenne départementale (32,4 %). À l'inverse, le taux de personnes d'âge supérieur à 60 ans est de 37,8 % la même année, alors qu'il est de 29,6 % au niveau départemental.
En 2018, la commune comptait 76 hommes pour 75 femmes, soit un taux de 50,33 % d'hommes, légèrement supérieur au taux départemental (49,51 %).
Les pyramides des âges de la commune et du département s'établissent comme suit.
| Hommes | Classe d’âge | Femmes |
| ------ | ------------ | ------ |
| 3,9    | 90 ou +      | 4,0    |
| 9,2    | 75-89 ans    | 14,7   |
| 23,7   | 60-74 ans    | 20,0   |
| 13,2   | 45-59 ans    | 20,0   |
| 15,8   | 30-44 ans    | 13,3   |
| 13,2   | 15-29 ans    | 9,3    |
| 21,1   | 0-14 ans     | 18,7   |

| Hommes | Classe d’âge | Femmes |
| ------ | ------------ | ------ |
| 0,8    | 90 ou +      | 2,2    |
| 7,6    | 75-89 ans    | 11     |
| 20,2   | 60-74 ans    | 20,5   |
| 20,6   | 45-59 ans    | 20     |
| 17,4   | 30-44 ans    | 16,8   |
| 16,7   | 15-29 ans    | 13,6   |
| 16,8   | 0-14 ans     | 15,8   |

## Culture locale et patrimoine

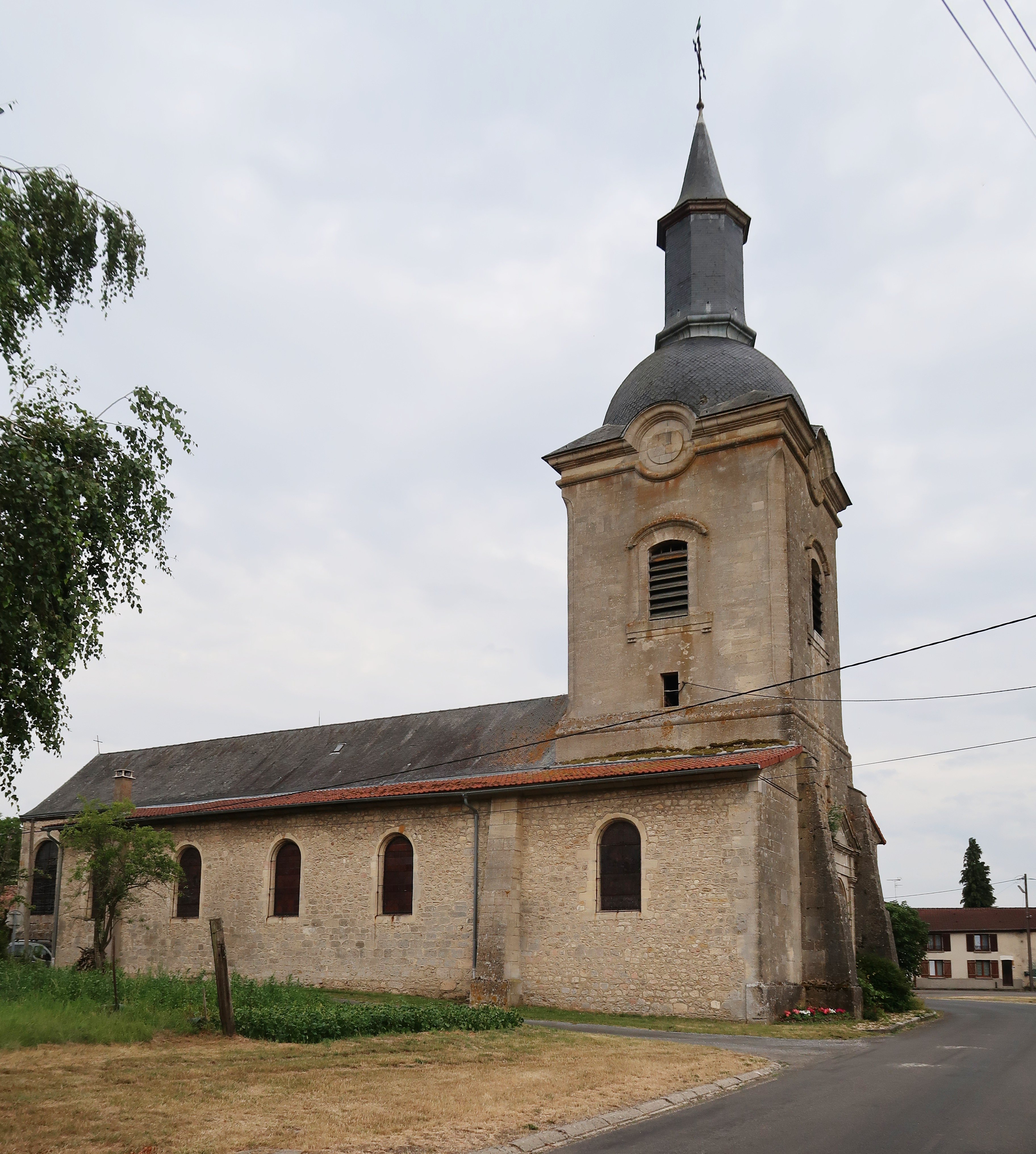
Église.

### Lieux et monuments
- Église paroissiale.
- Petra Pertusa, pierre percée qui aurait, d'après Louis Pitz, servi jadis de frontière entre la Neustrie et l'Austrasie[27].
- La Hotte du Diable[28].
- Les légendes de la Hotte du Diable[29].

### Héraldique
| Blason de Milly-sur-Bradon | Blason  | Coupé ondé : au 1er de gueules au menhir d'argent [la Hotte du diable] accosté de deux fleurs de lis d'or, au 2e d’azur à deux clés d’or passées en sautoir et liées par une chaine d'argent. |
| Blason de Milly-sur-Bradon | Détails | Création de D. Lacorde. Adopté en novembre 2014. |